# تمپیو پاوزانیا
تمپیو پاوزانیا (به ایتالیایی: Tempio Pausania) یک کومونه در ایتالیا است که در استان البیا تمپیو واقع شده‌است.

## خصوصیات
تمپیو پاوزانیا ۲۱۳٫۶۹ کیلومترمربع مساحت و ۱۴٬۲۳۰ نفر جمعیت دارد و ۵۶۶ متر بالاتر از سطح دریا واقع شده‌است.

## خواهرخوانده
شهرهای آسیاگو، فوتزا، Sinnai، آرمونگیا و Fonni خواهرخوانده‌های تمپیو پاوزانیا هستند.